# البهائية في غينيا الاستوائية
بدأ الدين البهائي في غينيا الاستوائية بعد أن كتب عبد البهاء رسائل تشجع عن نقل الدين إلى أفريقيا في عام 1916. كانت أول رائدة في غينيا الإسبانية هي إليز لينيل (إليز شرايبر آنذاك) التي وصلت إلى باتا، غينيا الإسبانية (كما كانت تسمى آنذاك)، في 17 مايو 1954، وأُعترف بها كفارسة من فرسان بهاء الله. في عام 1968، أُنتخبت أول جمعية روحية محلية لغينيا الاستوائية في سانتا إيزابيل (التي أعيدت تسميتها فيما بعد إلى مالابو). انتخبت الجماعة جمعية روحية وطنية منذ عام 1984. احتفلت الجماعة باليوبيل الذهبي لتأسيسها في عام 2004. قدرت جمعية أرشيفات بيانات الأديان عدد البهائيين بحوالي 3500 في عام 2005.

## البدايات

### ألواح عبد البهاء للخطة الإلهية
كتب عبد البهاء سلسلة من الرسائل، أو الألواح، إلى أتباع الدين في الولايات المتحدة في عامي 1916 و1917؛ وقد جُمعت هذه الرسائل معًا في كتاب ألواح الخطة الإلهية. وقد ذكرت اللوحين الثامنة والثانية عشرة أفريقيا، وكتبتا في 19 أبريل/نيسان 1916 و15 فبراير/شباط 1917 على التوالي. لكن نشر الكتاب تأخر في الولايات المتحدة حتى عام 1919 ـ بعد نهاية الحرب العالمية الأولى ووباء الإنفلونزا الإسبانية. وقد تُرجمت هذه الألواح وتقديمها من قبل ميرزا أحمد سهراب في 4 أبريل 1919، ونشرت في مجلة نجم الغرب في 12 ديسمبر 1919. يذكر عبد البهاء سفر البهائيين"... وخاصة من أمريكا إلى أوروبا وأفريقيا وآسيا وأستراليا، ويسافرون عبر اليابان والصين. وبالمثل، يمكن للمعلمين والمؤمنين السفر من ألمانيا إلى قارات أمريكا وأفريقيا واليابان والصين؛ وباختصار، يمكنهم السفر عبر جميع قارات وجزر العالم" و"... قد يمنح نشيد وحدة عالم البشرية حياة جديدة لجميع أبناء البشر، ويُنصب مسكن السلام العالمي على قمة أمريكا؛ وهكذا قد تنبض أوروبا وأفريقيا بالحياة بنسمات الروح القدس، وقد يصبح هذا العالم عالمًا آخر، وقد يصل الجسم السياسي إلى نشوة جديدة..."

### تأسيس المجتمع
بعد بدء الحملة العشرية التي بدأها شوقي أفندي، رئيس الدين بعد وفاة عبد البهاء، نُسقت الجهود لتوسيع الدين في جميع أنحاء أفريقيا. كانت أول رائدة في غينيا الإسبانية هي إليز لينيل (إليز شرايبر آنذاك) التي وصلت إلى باتا، غينيا الإسبانية (كما كانت تسمى آنذاك)، في 17 مايو 1954، أُقر الاعتراف بها كفارسة من فرسان بهاء الله. بسبب الفصل القانوني لم تتمكن من مقابلة الأفارقة السود. وبدلاً من ذلك، تمكنت من إدخال تعاليم الدين إلى الإسباني خوسيه راموس إسبينوزا، الذي قبل الدين. وبفضل مساعدته تمكنت من البقاء في البلاد لفترة أطول، وفي يونيو أبحرت إلى جزيرة كوريسكو كجزء من وظيفتها الجديدة. وهنا التقت بالملك المسن للجزيرة، سانتياغو أوغندا مديلو، وابن أخيه، إدوارد روبنسون، وكلاهما قبلا الدين على الفور. أخبر الملك أوغندا لينيل أنه كان لديه شعور بأن شخصًا ما سيأتي إليه برسالة.
أصبحت الجماعة البهائية في غينيا الاستوائية تحت مسؤولية المجلس الروحي الوطني الإقليمي لشمال غرب إفريقيا في عام 1956. في عام 1964، أعيد تنظيم المجتمعات البهائية المكونة باعتبارها الجمعية الإقليمية للبهائيين في غرب وسط أفريقيا، ومقرها في فيكتوريا، وتضم البهائيين في بلدان وأماكن الكاميرون وغينيا الإسبانية وجزيرة سانت توماس وجزيرة فرناندو بو وجزيرة كوريسكو ونيجيريا والنيجر وداهومي وتوغو وغانا. ثم في عام 1967 أُنتخبت الجمعية الروحية الوطنية لجمهورية الكاميرون بمقرها في فيكتوريا وأشرفت على المناطق المجاورة لغينيا الإسبانية، وفيرناندو بو، وكوريسكو، وجزر ساو تومي وبرينسيبي. كان ذلك خلال فترة من النمو الواسع النطاق للدين في جميع أنحاء أفريقيا جنوب الصحراء الكبرى بالقرب من نهاية فترة استعمار أفريقيا. واستمر وصول الرواد مثل جوزيف إينونغوين وجوهانا نجومبيكس، الذين جاءوا من المجتمع البهائي في الكاميرون في الستينيات.
في عام 1967 في سانتا إيزابيل (التي أعيدت تسميتها لاحقًا إلى مالابو)، عاش الرائد هاسي إيمي وساعد مجتمعًا في جزيرة فرناندو بو (التي أعيدت تسميتها لاحقًا إلى بيوكو) وأفاد بوجود مجتمع يقدر عدده بنحو عشرين شخصًا على الأقل هناك. في عام 1968 أُنتخب أول جمعية روحية محلية في غينيا الاستوائية هناك. وكان من بين أعضاء المجتمع أيضًا الرائدان الأمريكيان السيد والسيدة جورج كارش. في يونيو 1969، انتقل أحد رواد المنطقة، هانز أيوكانجو، إلى بيابا في جزيرة فرناندو بو حيث كانت هناك مجموعة من أربعة بهائيين.

## نمو
تأسيس الجمعية الروحية الوطنية لغينيا الاستوائية 18 يوليو 1973. ومع ذلك، ففي الفترة من عام 1972 إلى عام 1979 كان المجتمع المدني في البلاد تحت الضغط، وكان الدين مقموعاً (وخاصة بشكل تدريجي من عام 1975 إلى عام 1979). حُلت الجمعية الوطنية في عامي 1975 و1976 بقرار من الحكومة.
انضم أول مواطن في أنوبون، وهي جزيرة صغيرة في غينيا الاستوائية، إلى الدين في أوائل عام 1982. جاء خوسيه ماريا فييرو كويتو (المعروف أيضًا باسم الدكتور بيبي) من المكسيك إلى غينيا الاستوائية في ثمانينيات القرن العشرين لمساعدة المجتمع البهائي. وبعد تغيير الحكومة أُصلحت الجمعية الوطنية في عام 1984. وفي العام نفسه دعوت للمشاركة بصفة مراقب في "المؤتمر الدولي الأول للثقافة الإسبانية" في باتا برعاية اليونسكو. كما ساهم المجتمع البهائي ببيان حول مواضيع المؤتمر مثل دور المرأة في المجتمع وأهمية التعليم والوحدة. صُمم المؤتمر لتحديد هدف ثقافي لغينيا الاستوائية وللمساعدة في جعل هذا البلد معروفًا بشكل أفضل في جميع أنحاء العالم. كان جوزيف شيبرد رائدًا في الكاميرون وغينيا الاستوائية، وقد نسج ظروفه في كتاب كتبه لاحقًا والذي يقدم الإيمان البهائي في سياق التغيير العالمي (انظر الإيمان البهائي في الخيال) ويتعمق في ديناميكيات الريادة كطريقة لاكتساب فهم القضايا الروحية مقارنة بالقضايا الاجتماعية، والنضال مع السذاجة الثقافية. عمل لمدة عامين كمستشار أنثروبولوجي للحكومة وأمينًا للمتحف الوطني الإثنوغرافي والأثري في مالابو.

## المجتمع الحديث
منذ نشأتها، كان للدين دور في التنمية الاجتماعية والاقتصادية بدءًا من منح المزيد من الحرية للمرأة، وترويج تعليم الإناث باعتباره أولوية. وقد عُبر عن هذا الانخراط بشكل عملي من خلال إنشاء المدارس والتعاونيات الزراعية والعيادات حتى ذلك الحين. ودخل الدين مرحلة جديدة من النشاط عندما صدرت رسالة بيت العدل الأعظم بتاريخ 20 أكتوبر 1983. وحث البهائيين على البحث عن طرق متوافقة مع التعاليم البهائية، والتي يمكنهم من خلالها المشاركة في التنمية الاجتماعية والاقتصادية للمجتمعات التي يعيشون فيها. في عام 1979، كان هناك 129 مشروعًا بهائيًا للتنمية الاجتماعية والاقتصادية معترفًا بها رسميًا في جميع أنحاء العالم. وبحلول عام 1987، ارتفع عدد مشاريع التنمية المعترف بها رسميا إلى 1482 مشروعا. وقد ضاعف المجتمع البهائي الحديث في غينيا الاستوائية مصالحه داخليًا وخارجيًا على هذا النحو. كما قامت برعاية دورة محو الأمية الوظيفية للنساء في مالابو وباتا ابتداءً من نوفمبر/تشرين الثاني 1996. بالتعاون مع وزارة المرأة والشؤون الاجتماعية، استخدم المجتمع المراكز البهائية في مالابو، وباني، ولوبا، وباتا للدورات التي تدرس محو الأمية، فضلاً عن الصحة الإنجابية، والتغذية، والرياضيات الأساسية.
في عام 2004، احتفل المجتمع باليوبيل الذهبي. قامت قناة التلفزيون الوطنية، راديو وتلفزيون مالابو، بتغطية الحدث. وفي وقت لاحق، نشرت مجلة شهرية تدعى "لا جازيتا" مقالاً عن هذه الاحتفالات.
وكان مواطنو البهائيين في غينيا الاستوائية من بين الذين اجتمعوا في ياوندي، الكاميرون، في مؤتمر دعا إليه بيت العدل الأعظم في عام 2008.

### التركيبة السكانية
في عام 2001، قدرت منظمة Operation World أن 0.38%، أو 1720 شخصًا، كانوا من البهائيين - وينمو بمعدل سنوي قدره +4.2%. في عام 2004 كان هناك أربع جمعيات محلية في غينيا الاستوائية. تشير تقديرات جمعية أرشيفات بيانات الأديان (التي تعتمد في الغالب على الموسوعة المسيحية العالمية) إلى وجود ما يقرب من 3552 شخصًا، أو 0.5% من السكان الوطنيين، من البهائيين في عام 2005.

## روابط خارجية
- الجماعة البهائية الوطنية في غينيا الاستوائية